# 海野十三
海野十三（1897年12月26日—1949年5月17日），本名佐野昌一，四国德岛市人，日本科幻小说家、推理小说家、科学解说家，创作了大量科幻小说、推理小说和冒险小说，人称“日本科幻小说始祖”，同时亦是日本“科幻推理小说”的开创者。

## 生平
日本早稻田大学理工系出身。从事创作前，一度是通信省电气试验所的技师，研究无线电通信技术。特殊的职业背景使其小说得以和其他作家不同。非但具有迥异常人的惊悚构想，更具有丰富的科学知识。他擅长将先进的科学知识结合谋杀，以此挑战读者，小说的灵感特殊又别具风味，故事环环相扣，如九曲黄河一般，总是前往出人意料的方向。因此被归类至“变格派”作家范畴，但实际上，就像小栗虫太郎一样，他是一位不折不扣的“本格派”作家，总是孜孜追求谋杀案件的切实可行。
二次世界大戰爆發後，海野在1941年接徵召令加入大日本帝國海軍，以從軍作家繼續寫作，在1942年成為重巡洋艦青葉號的船員。
第二次世界大战期间，日本政府全面禁止推理小说的出版，海野十三被迫转向，开始用“丘丘十郎”的名字大量创作军事小说、冒险小说和科幻小说。其实，他创作科幻小说的时间，比推理小说还要早上一些，“海野十三”这个名字，最初就是用来发表科幻小说的，哪知却成了联结科幻、推理两大文学类型的一道桥梁。据说他创作这种小说的目的之一，就是希望以此来教育读者接受科学。而他的科幻小说亦颇具推理小说的悬疑色彩，成就甚高，故有“日本科幻小说之父”的美誉。“二战”结束后，他亦用“丘丘十郎”的名字发表过一些侦探小说，另曾以川柳号“海十斋”创作川柳、俳句。
1949年5月17日，因肺结核辞世，享年51岁，下葬多磨灵园。德岛市的德岛中央公园特设“海野十三文学碑”以示纪念。著名日本动漫作品《名侦探柯南》中，目暮警部（目暮十三）的“十三”二字正是来自海野十三。

## 著作
海野十三的作品主要都是短篇，中国大陆地区出版的有以下几种：
- 三个人的双胞胎（2009年12月，吉林出版集团有限责任公司）
  - 电浴池怪死事件、爬虫类馆事件、省线电车上的射击手、人灰、振动魔、俘囚、不可思议的空间断层、时钟大屋的秘密、三个人的双胞胎
- 地狱使者（2010年1月，吉林出版集团有限责任公司）
  - 霓虹巷杀人事件、炸药花篮、地狱使者、火葬国风景、十八点的音乐浴
- 蝇男（2010年9月，吉林出版集团有限责任公司）
  - 口哨惊魂、棺材里的新娘、蝇男
- 深夜市长（2010年12月，吉林出版集团有限责任公司）
  - 活着的肠子、骸骨馆、雷、楼梯、恐怖的守灵、深夜市长、暗号唱片事件、失踪的金块

## 相关链接
- 作家別作品リスト：海野 十三 （页面存档备份，存于）
- 海野十三 - ウラ・アオゾラブンコ